# Закон заголовков Беттериджа
Закон заголовков Беттериджа — правило, которое утверждает: «Если заголовок заканчивается вопросительным знаком, на него можно ответить „нет“». Этот закон назван в честь британского журналиста Иэна Беттериджа, который упомянул его в 2009 году, хотя сам принцип существует давно. Суть в том, что если бы издатель был уверен в положительном ответе, он бы сформулировал это как утверждение, а не как вопрос. Задавая вопрос, они избегают ответственности за его правильность.
Примерами могут быть сенсационные заголовки типа «Наступит ли завтра конец света?» или «Найдено ли лекарство от рака?», которые пытаются привлечь внимание читателя. 
Закон Беттериджа не касается вопросов, которые требуют более развёрнутого ответа, чем просто «да» или «нет».
С 1991 года этот принцип упоминается под разными названиями. Например, в одной из публикаций его назвали «законом Дэвиса», но не объяснили, кто такой Дэвис. Также его называют «журналистским принципом», и в 2007 году его описали как «старую истину среди журналистов».